# Carballeda de Avia
Carballeda de Avia és un municipi de la província d'Ourense a Galícia. Pertany a la Comarca do Ribeiro.
| 3.463 | 3.449 | 3.312 | 2.822 | 1.601 |
| Fonts: INE i IGE (Els criteris de registre censal variaren i les dades de l'INE i de l'IGE poden no coincidir.) |       |       |       |       |

## Parròquies
- Abelenda das Penas (Santo André)
- Balde (San Martiño)
- Beiro (San Pedro)
- Carballeda (San Miguel)
- Faramontaos (San Cosmede)
- Muimenta (San Xiao)
- Santo Estevo de Nóvoa (Santo Estevo)
- Vilar de Condes (Santa María)